# Linia kolejowa Kārsava – Rzeżyca
Linia kolejowa Kārsava – Rzeżyca – linia kolejowa na Łotwie łącząca granicę z Rosją i stacje Kārsava ze stacją Rzeżyca I.
Linia na całej długości jest niezelektryfikowana i jednotorowa.

## Historia
Linia powstała w 1860 jako część Kolei Warszawsko-Petersburskiej. Początkowo leżała w Imperium Rosyjskim, w latach 1918 - 1940 na Łotwie, następnie w Związku Sowieckim (1940 - 1991). Od 1991 ponownie znajduje się w granicach niepodległej Łotwy.